# 닛산 디젤 스페이스 러너 RP

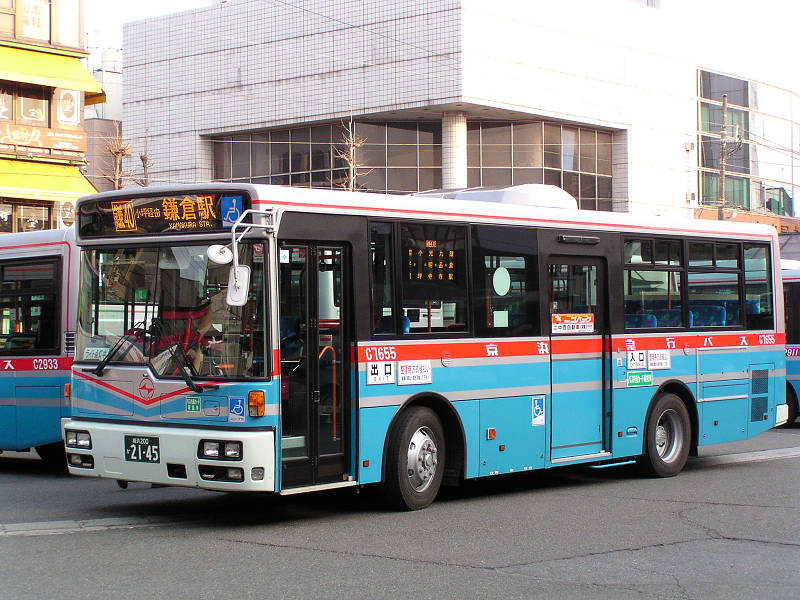
닛산 디젤 스페이스 러너 RP

닛산 디젤 스페이스 러너 RP(영어: Nissan Diesel Space Runner RP, 일본어: 日産ディーゼル・スペースランナー RP 닛산 디이제루 스페에스란나아 아아루피이[*])는 일본 닛산 디젤 (현, UD트럭)이 만든 도시형 버스로 1973년부터 2007년까지 생산했다.

## 개요
닛산 디젤 (현, UD트럭)은 1973년에 4R82형 모델이 단종되면서 9m 대형 버스를 생산을 중단했지만 칸토 버스의 요구로 1986년부터 생산에 들어갔다. 배기가스 규제에 완벽하게 부합되는 2007년 9월까지 생산했다. 또한 전세버스의 경우 1991년부터 제작에 들어갔으나 2005년까지 소량으로 생산하고 단종된 바 있다. 이후 미쓰비시후소트럭 버스의 OEM 공급으로 닛산 디젤 스페이스 애로우 A 숏타입 모델은 2008년부터 2010년까지 생산했다.
차량 제작 당시 후지중공업 (현, 스바루)에서 제작된 차체를 사용했으나 2003년에 사업을 철수하면서 서일본 차체 공업을 거쳐 단종될 때까지 미쓰비시후소트럭 버스에서 사용했던 차체를 사용했다.
9m 대형 버스로, 닛산 디젤에서 중형 버스로 표기하고 있으나 엔진의 경우 닛산 디젤 스페이스 러너 JP와 동일한 엔진을 탑재하고 있다.

## 세부 정보

### P-RP80
1986년에 출시된 모델로 50대만 생산하고 1990년에 단종되었다. 엔진의 경우 FE6형을 탑재했다.

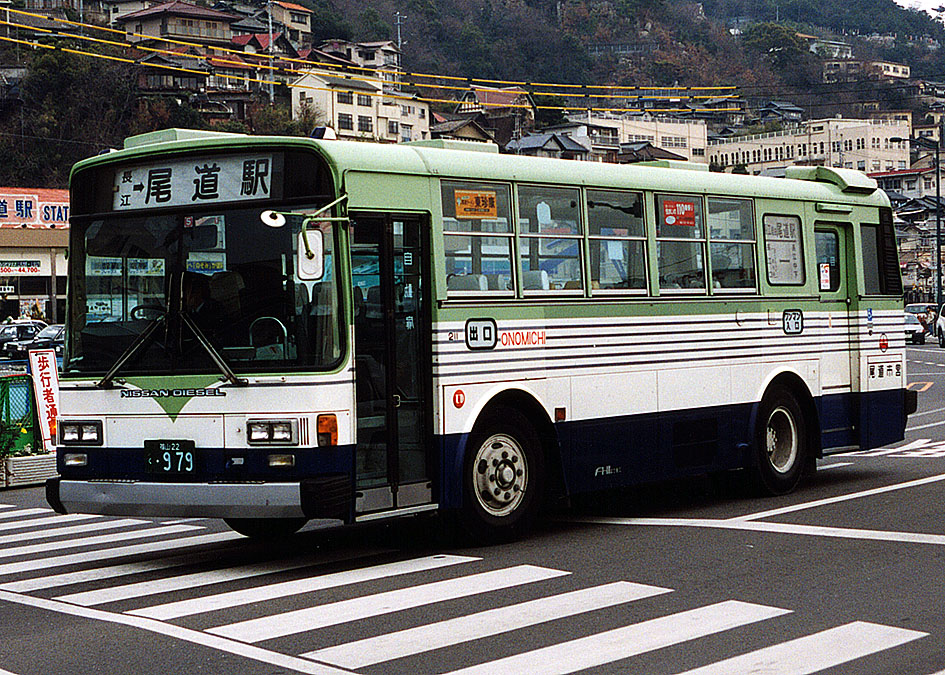

### U-RP210
1991년에 배출가스 규제 대응에 따른 출시된 모델로 엔진의 경우 터보가 장착된 FE6T형을 사용했으나 개조 과정을 거치면서 P-RP80형 모델과 마찬가지로 FE6형을 탑재했다.

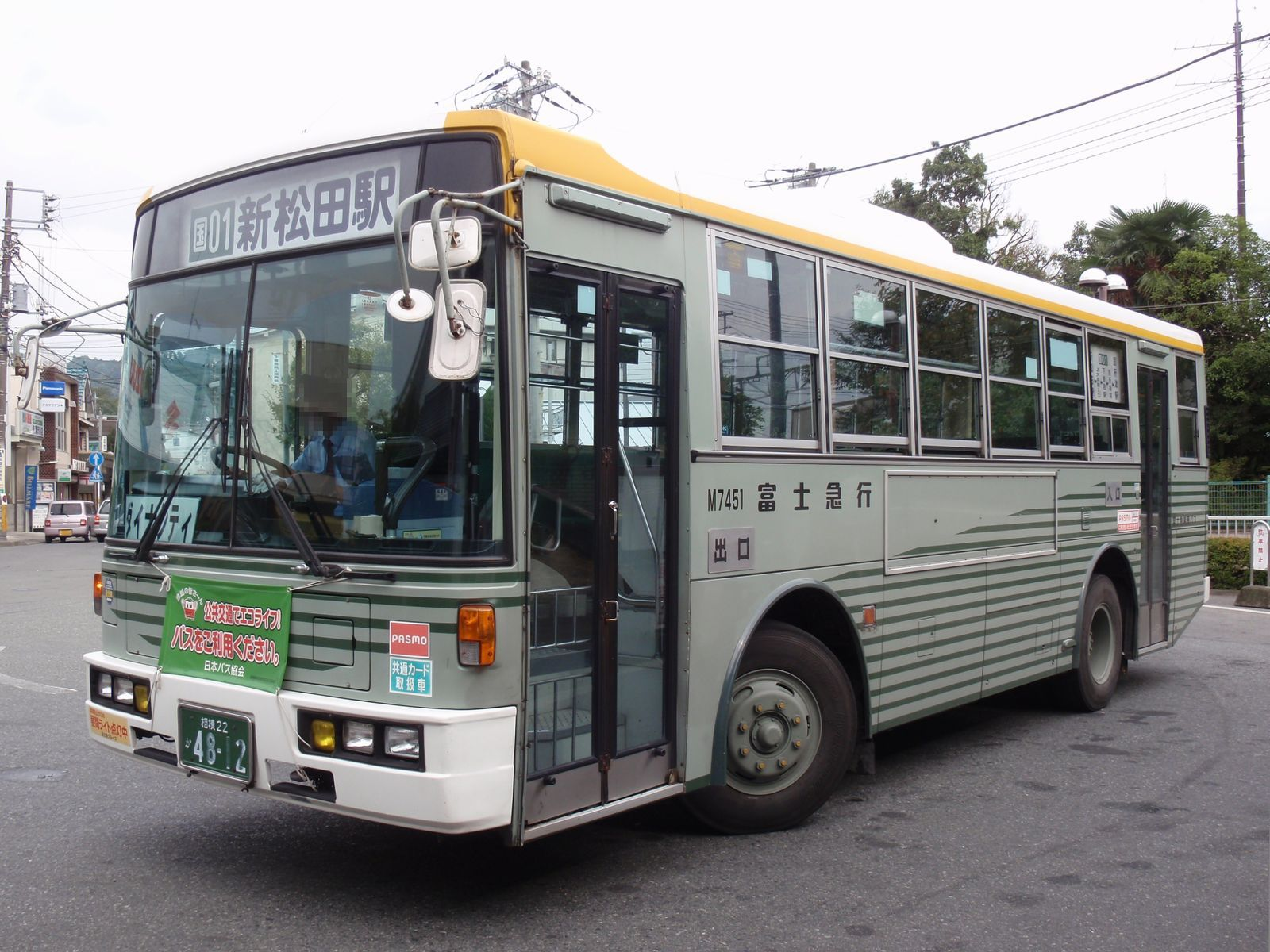

### KC-RP211/250
1994년 배출가스 규제 대응에 따라 1995년에 출시되었다. 엔진은 터보가 장착된 FE6TA형과 FE6E형으로 모두 형식 인증을 받았다. 기존 모델과 달리 에어 서스펜션이 적용되었다.

### KL-RP252
1999년 배출가스 규제 대응에 따라 2000년에 출시되었다. 엔진은 FE6TA형을 탑재되었고 2003년부터 서일본 차체 공업에서 제작된 차체를 사용했다.

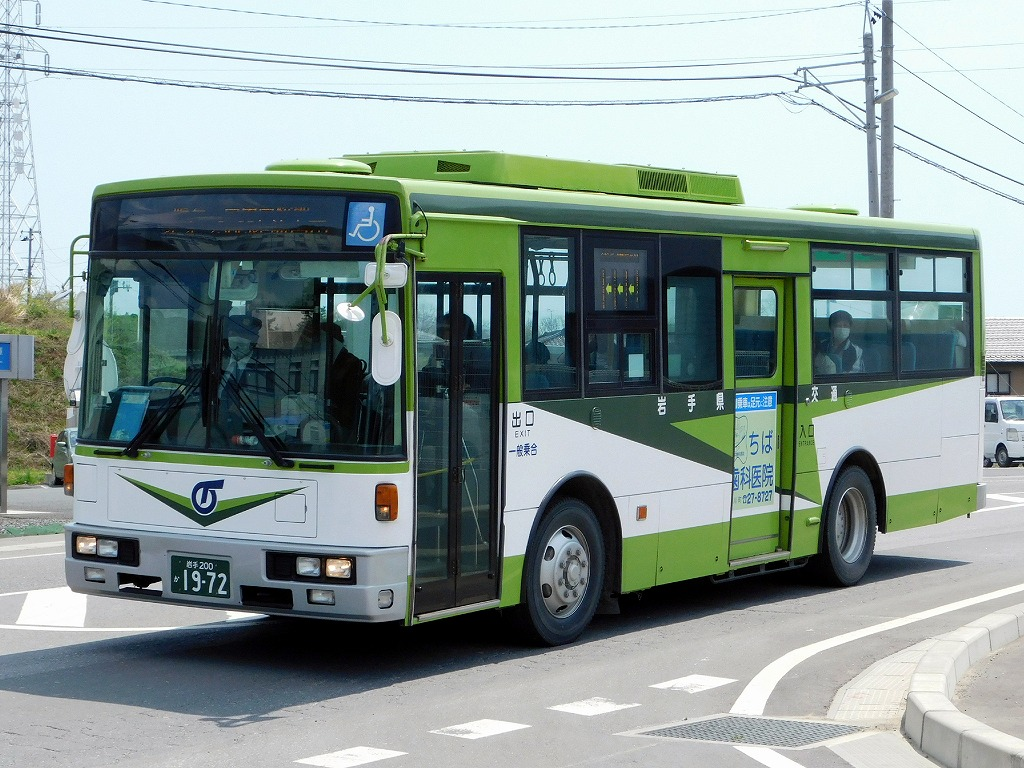

### PK-RP360
2004년 배출가스 규제 대응에 따라 2006년에 출시되었다. 전 차량 서일본 차체 공업에서 제작되었고 형식은 PK-RP360GAN이다. 엔진은 배출가스 규제 대응에 따라 J07E-TC형을 탑재했다. 2007년에 단종될 때까지 25대만 생산했다.

### 닛산 디젤 스페이스 애로우 RP
닛산 디젤 스페이스 애로우 RP(영어: Nissan Diesel Space Arrow RP, 일본어: 日産ディーゼル・スペースアローRP)는 1991년부터 출시된 모델로 초기 모델은 U-RP210FBN형으로 인터쿨러 터보 엔진인 FE6TA형 엔진을 탑재했다. 1995년에 배출가스 규제 대응에 따라 KC-RP250FBN형이 출시되었고 엔진은 FE6TB형을 탑재했다. 2000년에 엔진이 개량된 KL-RP252FBN형이 출시되었고 FE6TB형을 사용했다. 2005년에 단종되면서 후속 모델인 스페이스 애로우 A 숏타입이 출시될 때까지 9m 전세버스 모델은 존재하지 않았다.

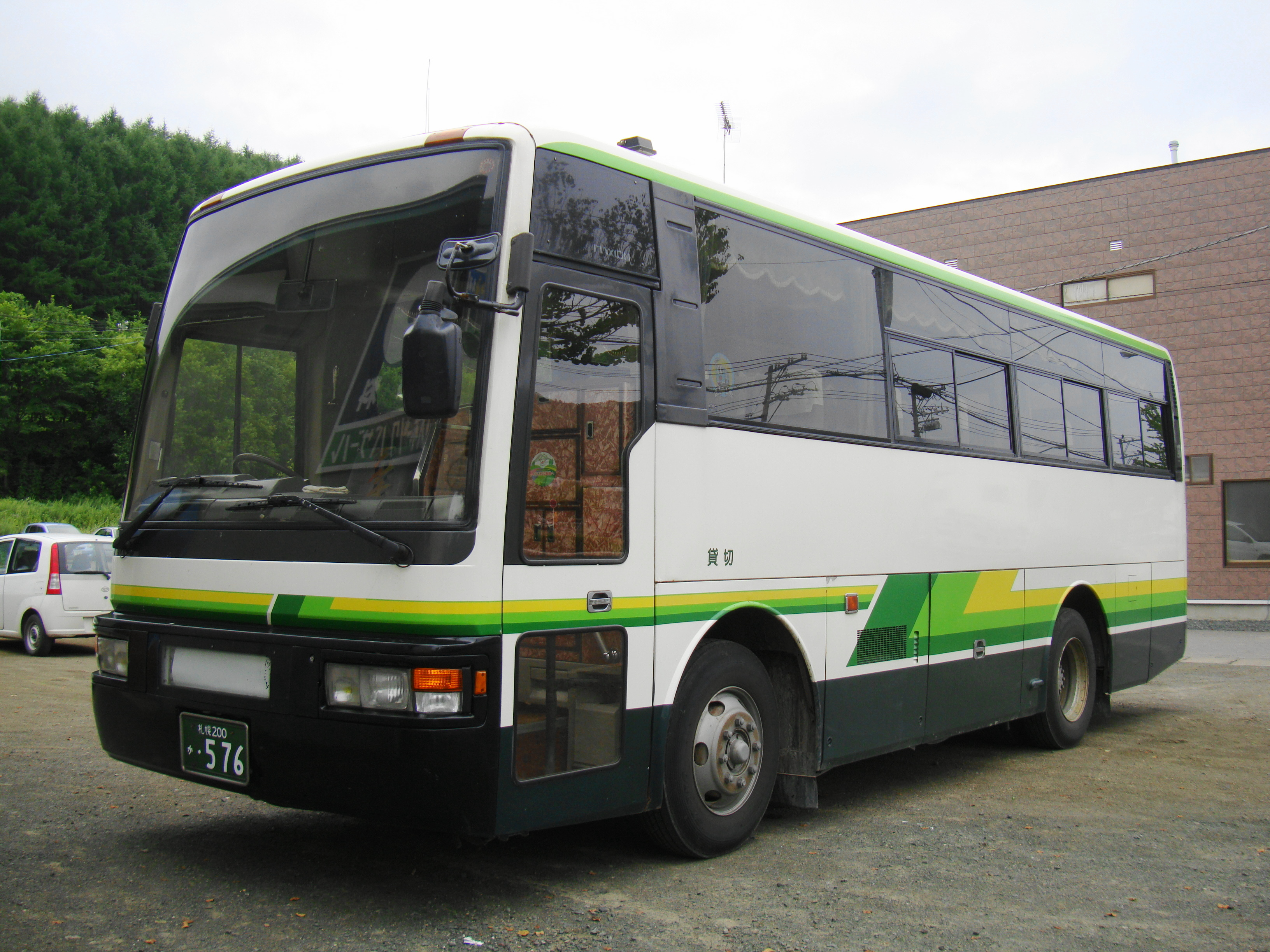
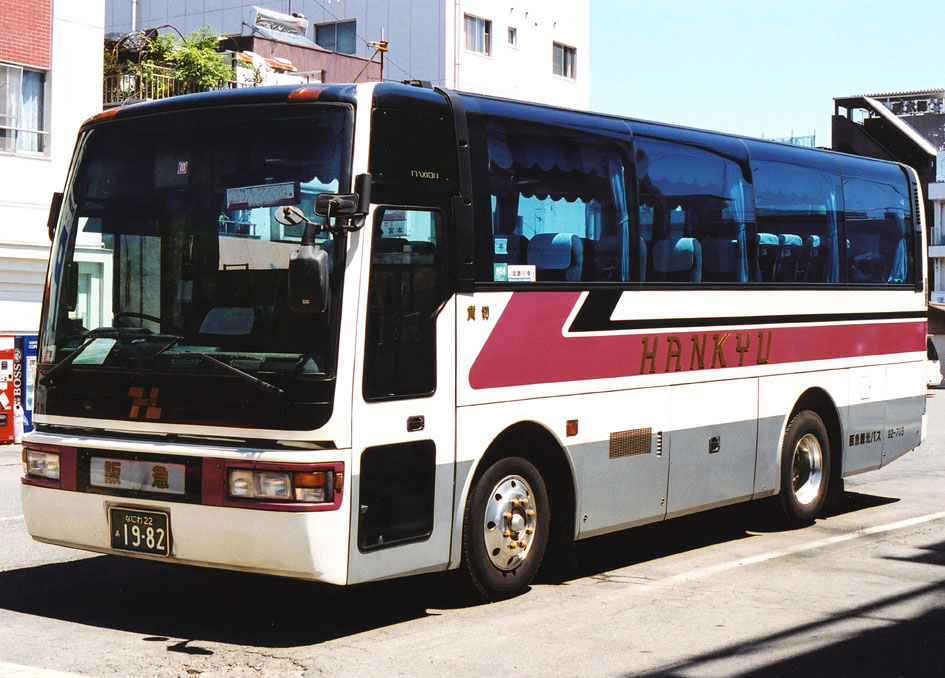
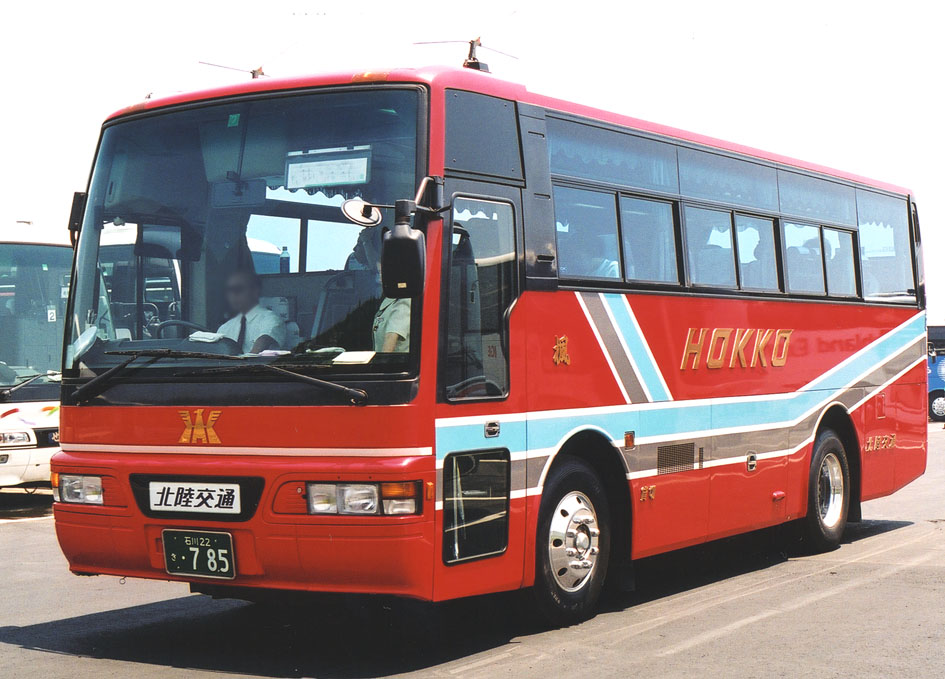
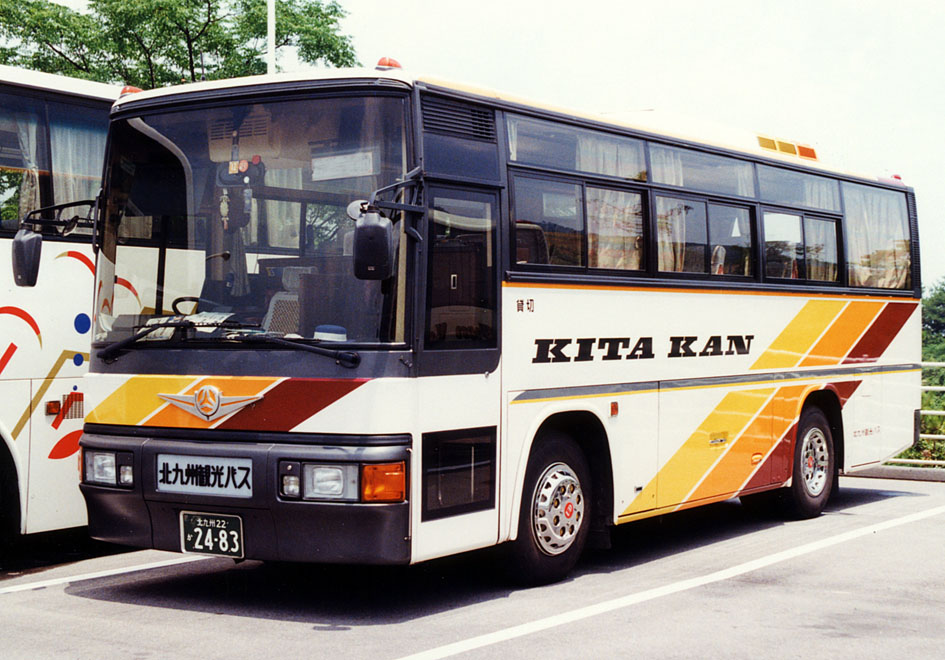

### 닛산 디젤 스페이스 애로우 A 숏타입
닛산 디젤 스페이스 애로우 A 숏타입(영어: Nissan Diesel Space Arrow A Shout Type, 일본어: スペースアローA ショートタイプ)은 미쓰비시후소 에어로 스타 MM의 OEM 공급 차량으로 모델 형식은 AM계의 PDG-AM96FH이다. 차체와 엔진의 경우 미쓰비시후소트럭 버스에서 제작되었다. 닛산 스페이스 애로우 RP 모델 후속으로 2008년 3월 26일에 출시되었다. 기존의 닛산 디젤 스페이스 애로우 모델에서 사용한 SCR과 달리 재생 제어식 DPF를 장착했다.

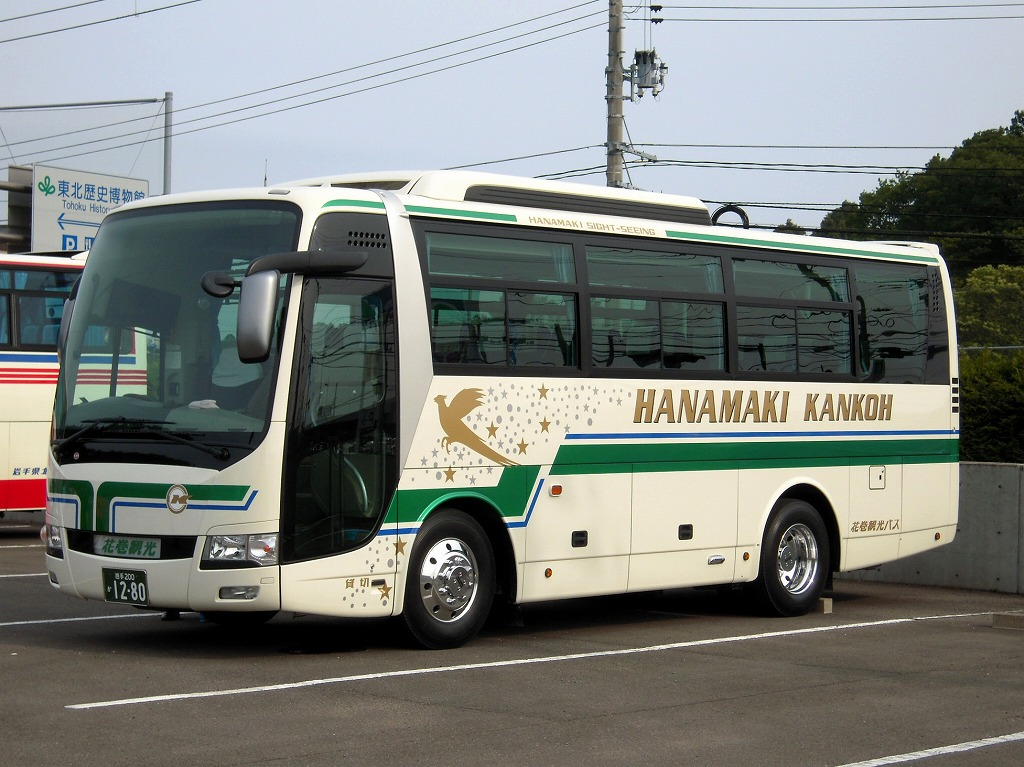

## 같이 보기
- 미쓰비시후소트럭 버스
- 서일본 차체 공업
- UD 트럭
- 닛산 디젤 스페이스 애로우
- UD트럭 SLF